# Томопулос, Эпаминондас
 Эпамино́ндас Томо́пулос  (греч.  Επαμεινώνδας Θωμόπουλος  Патры, 1878 — Афины, 4 января 1976) — греческий художник 20-го века.

## Биография
Эпаминонд Томопулос родился в городе Патры в 1878 году.
В период 1892—1895 учился в пансионе-училище имени Каподистрии на острове Керкира. В 1896 году отправился в Италию, где учился живописи в Академии изящных искусств Неаполя (Accademia di Belle Arti di Napoli,1896 — 1899). Продолжил учёбу в Риме (Accademia di Belle Arti di Roma, 1899—1900) и Венеции (Accademia di Belle Arti di Venezia, 1901—1903).
Томопулос принял участие в Всемирной выставке Парижа 1900 года и был награждён.
Вернувшись в Грецию, преподавал с 1915 по 1948 на кафедре «Пленэр» Афинской школы изящных искусств и был директором Школы в период 1945—1948.
В 1927 году Афинская академия наук наградила его «Национальным отличием искусств».
В 1934 году Томопулос принял участие в Венецианской Биенале.
В 1945 году был избран членом Афинской академии, а в 1962 году президентом Академии.
Томопулос был также награждён Орденом Короны Италии (командор) и Орденом «За заслуги перед Итальянской Республикой» (командор).
Художник умер в Афинах 4 января 1976 года.

## Работы
Искусствоведы считают, что работы Томопулоса находятся между академизмом и ранним греческим импрессионизмом.
Археолог и искусствовед Тилиаду пишет, что "Томопулос с 1905 по 1920 год, совершил существенный поворот к пейзажу, не оставляя однако полностью портрет и церковную живопись, которые характеризовали первый период его деятельности. Тилиаду считает, что в третьем периоде живописи Томопулоса его работы находятся под влиянием техники Сегантини.
Более 70 лет Томопулос писал пейзажи Греции и картины из деревенской жизни. Художник оставил после себя огромное количество работ в духе импрессионизма, делая акцент на графику и декоративные элементы. Томопулос практически всегда писал только на природе, веря что только так он может уловить щедрый греческий свет. В рамках тенденций Пленэра начала 20-го века, в его живописи искусствоведы находят не только идиллические сцены греческой провинции, но и отражение проблематики тех лет о «эллинском» в искусстве и национальном самосознании.
Его ученик художник и академик Тецис, Панайотис писал, «он принял влияние импрессионизма и принадлежит ему… . Его очаровывала провинция, горы и буколическая жизнь. Он не использовал чёрный цвет, следуя теории ярых импрессионистов, что нет чёрного цвета при его преломлении. Томопулос любил голубые цвета и из синих оттенков использовал оттенок кобальта. Фраза Томопулоса которая характеризовала его живопись, и была известна всем студентам „кобальт — это хлеб Пленэра“, являлась ключевой в его живописи».

## Муниципалитет и галерея Патр
В 1929 Томопулос написал 16 картин (масло) для муниципалитета города Патры, которые затем были вывешены в здании мэрии.
Томопулос также расписал церковь Благовещения в Патрах.
Он подарил значительное число своих работ Университету Патр, старому и новому (Собор Андрея Первозванного (Патры)) храмам Святого Андрея Патр.
Художник завещал муниципалитету своего родного города большое число своих работ, ставших впоследствии ядром «Муниципальной Галереи Патр».
В 1996 и 2011 годах муниципалитет Патр организовал выставки-ретроспективы работ Томопулоса.
Кроме Патр, работы художника хранятся и выставляются в Национальной галере Греции, в Муниципальной галерее Ларисы и других публичных и частных галереях.
Картины Томопулоса выставляются на международных аукционах произведений искусства.